# Vladikavkaz
Vladikavkaz (ryska: Владикавказ) är en stad i södra Ryssland. Den ligger i norra Kaukasus vid floden Terek och är huvudstad i republiken Nordossetien. Folkmängden uppgår till lite mer än 300 000 invånare. Från Vladikavkaz till Tbilisi löper den enda farbara landsvägen mellan Georgien och Ryssland, slingrande över Kaukasus bergsmassiv. Staden har järnvägsförbindelse med Moskva. Vladikavkaz betyder "erövra Kaukasien".[källa behövs] Mellan 2 september 1931 och 28 februari 1944 samt mellan 24 februari 1954 och 20 juni 1990 hette staden Ordzjonikidze, uppkallad efter sovjetledaren Grigorij Ordzjonikidze. Mellan 28 februari 1944 och 24 februari 1954 hette staden Dzaudzjikau, vilket återspeglas i stadens ossetiska namn Dzæudzjychæu igen efter 1990. På ingusjiska heter staden Буро: Buro.

## Geografi

### Klimat
|                                            | Jan  | Feb  | Mar  | Apr  | Maj   | Jun   | Jul   | Aug  | Sep  | Okt  | Nov  | Dec  |
| ------------------------------------------ | ---- | ---- | ---- | ---- | ----- | ----- | ----- | ---- | ---- | ---- | ---- | ---- |
| Normaldygnets maximitemperaturs medelvärde | 3,3  | 3,5  | 8,3  | 15,3 | 19,9  | 23,8  | 26,2  | 25,7 | 21,3 | 15,4 | 8,8  | 4,9  |
| Normaldygnets minimitemperaturs medelvärde | −5,7 | −5,6 | −0,8 | 5,1  | 9,8   | 13,6  | 16,2  | 15,7 | 11,2 | 5,7  | 0,1  | −4,1 |
|                                            |      |      |      |      |       |       |       |      |      |      |      |      |
| Nederbörd                                  | 29,6 | 31,9 | 56,2 | 88,4 | 144,7 | 177,7 | 119,3 | 92,3 | 72,7 | 58,5 | 42,1 | 32,0 |

| Diagram | temperaturer i °C • månadsnederbörd i mm • Källa: meteolabs.ru | temperaturer i °C • månadsnederbörd i mm • Källa: meteolabs.ru | temperaturer i °C • månadsnederbörd i mm • Källa: meteolabs.ru | temperaturer i °C • månadsnederbörd i mm • Källa: meteolabs.ru | temperaturer i °C • månadsnederbörd i mm • Källa: meteolabs.ru | temperaturer i °C • månadsnederbörd i mm • Källa: meteolabs.ru | temperaturer i °C • månadsnederbörd i mm • Källa: meteolabs.ru | temperaturer i °C • månadsnederbörd i mm • Källa: meteolabs.ru | temperaturer i °C • månadsnederbörd i mm • Källa: meteolabs.ru | temperaturer i °C • månadsnederbörd i mm • Källa: meteolabs.ru | temperaturer i °C • månadsnederbörd i mm • Källa: meteolabs.ru | temperaturer i °C • månadsnederbörd i mm • Källa: meteolabs.ru |
|         | 30 3 -6                                                        | 32 4 -6                                                        | 56 8 -1                                                        | 88 15 5                                                        | 145 20 10                                                      | 178 24 14                                                      | 119 26 16                                                      | 92 26 16                                                       | 73 21 11                                                       | 59 15 6                                                        | 42 9 0                                                         | 32 5 -4                                                        |

## Sport
Det ryska fotbollslaget FC Alania Vladikavkaz som spelar i den ryska högstaligan Premjer-Liga, RPL, kommer härifrån. De hade sin storhetsperiod under 1990-talet där de 1995 blev det första laget utanför Moskva som vann RPL.

## Stadens administrativa område
Vladikavkaz är indelat i fyra stadsdistrikt:
| Stadsdistrikt   | Invånarantal 9 oktober 2002 | Invånarantal 14 oktober 2010 | Invånarantal 1 januari 2015 |
| --------------- | --------------------------- | ---------------------------- | --------------------------- |
| Iristonskij     | 77 891                      | 79 038                       | 77 996                      |
| Promysjlennyj   | 59 530                      | 55 424                       | 53 547                      |
| Severo-Zapadnyj | 105 026                     | 104 711                      | 103 809                     |
| Zateretjnyj     | 73 161                      | 72 520                       | 72 7838                     |
| TOTALT          | 315 608                     | 311 693                      | 308 190                     |

Vladikavkaz administrerar även områden utanför centralorten, bland annat orten Zavodskoj. Området hade totalt 326 270 invånare i början av 2015.